# La Primavera (Vichada)
La Primavera es un municipio colombiano ubicado en el departamento del Vichada. Limita con el departamento de Casanare.Contiene una importante laguna dentro del cabecera municipal que lo conecta con el río Meta y al centro poblado Bocas de La Hermosa (Casanare). Mediante de ella ingresa importante mercancía para los mercados y locales del pueblo lo que hace que influya en la economía. Por él también ingresa el transporte público fluvial que transita por el río Meta, siempre y cuando la laguna tenga la suficiente altitud del fondo hasta la superficie para que el transporte público fluvial transite en ella.

## División Político-Administrativa
Además de su Cabecera municipal. La Primavera tiene bajo su jurisdicción los siguientes Centros poblados:
- Nueva Antioquia
- San Teodoro (La Pascua)
- Santa Bárbara

## Historia
Fue fundado en 1959 por Raimundo Cruz y doña Viviana,  y elevado a municipio en 1987.

## Geografía
Es el tercer municipio más extenso de Colombia. A este municipio se puede acceder por vía terrestre sólo en verano.
Tiene una temperatura media de 28 °C.

## Economía
Su economía gira en torno a la agricultura, ganadería y a la pesca. 

## Estructura organizacional municipal
| La Primavera | La Primavera | La Primavera               |
| Departamento | Código DANE  | Categoría municipal (2023) |
| ------------ | ------------ | -------------------------- |
| Vichada      | 99524        | Sexta                      |

- Personería: Es un centro del Ministerio Público de Colombia que ejerce, vigila y hace control sobre la gestión de las alcaldías y entes descentralizados; velan por la promoción y protección de los derechos humanos; vigilan el debido proceso, la conservación del medio ambiente, el patrimonio público y la prestación eficiente de los servicios públicos, garantizando a la ciudadanía la defensa de sus derechos e intereses.

- Concejo Municipal: Es la suprema autoridad política del municipio. En materia administrativa sus atribuciones son de carácter normativo. También le corresponde vigilar y hacer control político a la administración municipal. Se regulan por los reglamentos internos de la corporación en el marco de la Constitución Política Colombiana (artículo 313) y las leyes, en especial la Ley 136 de 1994 y la Ley 1551 de 2012.

Constituido por 11 concejales por un periodo de 4 años.
- Alcaldía Municipal: En esta se encuentra la administración municipal y las entidades descentralizadas del municipio.

El Alcalde se pronuncia mediante decretos y se desempeña como representante legal, judicial y extrajudicial del municipio. El actual Alcalde municipal es Luis Rojas Herrera (2024-2027), elegido por voto popular.
- JAL.